# Papiro 41
O Papiro 41 ({\displaystyle {\mathfrak {P}}}41) é um antigo papiro do Novo Testamento que contém fragmentos dos capítulos dezessete e vinte e dois dos Actos dos Apóstolos.